# ایراکلی کوویریکادزه
ایراکلی کوویریکادزه (گرجی: ირაკლი კვირიკაძე؛ زادهٔ  ۳۱ اکتبر ۱۹۸۶) بازیگر تئاتر، سینما و تلویزیون اهل گرجستان است.

## زندگی‌نامه
ایراکلی در تفلیس به دنیا آمد و در همان‌جا بزرگ شد. وی فارغ‌التحصیل دانشگاه تئاتر و فیلم شوتا روستاولی است.
در سال ۲۰۱۴، ایراکلی در فیلم تفلیس، دوستت دارم نقش اصلی را ایفا کرد. در همان سال به نیویورک سفر کرد تا در دوره‌های بازیگری در استودیو معروف استلا آدلر شرکت کند. در دوران تحصیل در نیویورک، او با کارگردان گرجی، رزو گیگینه‌اشویلی، آشنا شد که به او پیشنهاد بازی در نقش اصلی فیلم گروگان را داد. اولین نمایش این فیلم در شصت و هشتمین دورهٔ جشنواره بین‌المللی فیلم برلین انجام شد، جایی که ایراکلی به عنوان یکی از ده بازیگر برتر و بااستعداد اروپا معرفی شد و نخستین گرجی‌ای شد که جایزه «ستاره نوظهور اروپا» را دریافت کرد.
در سال ۲۰۱۷، ایراکلی به همراه همسرش به لس آنجلس نقل مکان کرد. در طول اقامت در این شهر، او در فیلم کجا هستی با آنتونی هاپکینز به ایفای نقش پرداخت. در سال ۲۰۲۳، او به همراه دیگر بازیگران گرجی در فیلم استخراج ۲ که یک فیلم ماجراجویی و هیجان‌انگیز از شبکه نتفلیکس است، به ایفای نقش پرداخت.
در حال حاضر، او در سریال گرجی جدید تغییر نشانه‌ها بازی می‌کند، که داستان زندگی دانشجویان و ماجراهای آن‌ها را روایت می‌کند. این سریال به همت و همکاری کاویا پلاس و «دانشگاه گرجی-آمریکایی» ساخته شده است.
در سال ۲۰۱۹، ایراکلی تابعیت ایالات متحده آمریکا را دریافت کرد. علاوه بر زبان گرجی، او به راحتی به زبان‌های انگلیسی و روسی حرف می‌زند.